# Zona d'Elusió

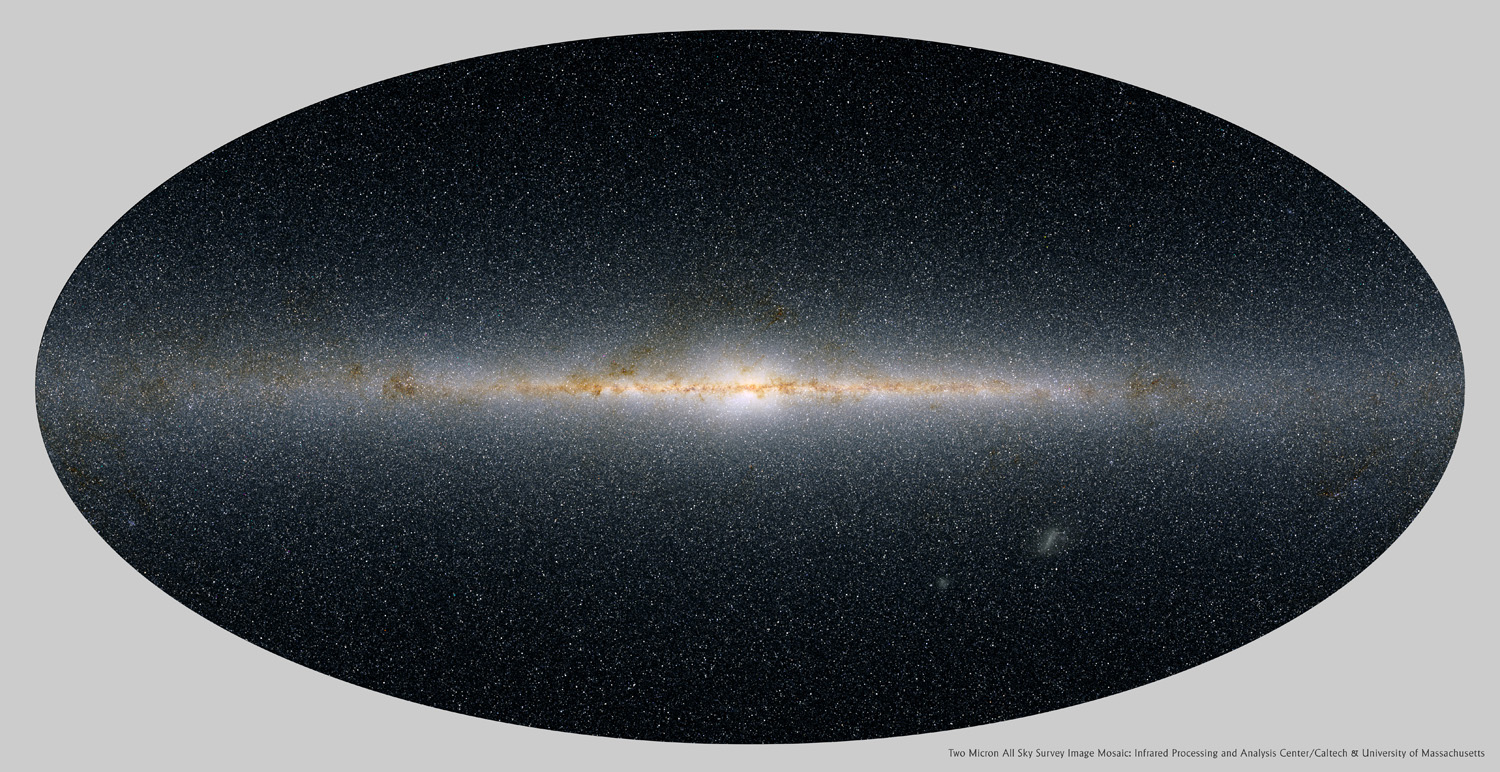
La Via Làctia crea una zona d'elusió per als observadors locals

La zona d'elusió (en anglès: Zone of Avoidance, que es pot traduir com a 'zona d'evitació', o 'zona d'elusió') és l'àrea del cel nocturn que és enfosquida per la galàxia local, la Via làctia.
Fou anomenada Zone of Few Nebulae ('zona de poques nebuloses') l'any 1878 en un informe de l'astrònom anglès Richard Proctor que es referia a la distribució de les "nebuloses" en el General Catalogue of Nebulae de sir John Herschel.

## Coneixements generals
La pols interestel·lar i les estrelles en el pla de la Via Làctia (el pla galàctic) obstrueix la vista d'aproximadament un 20% del cel extragalàtic en el rang de longitud d'ona visible. Com a resultat, els catàlegs de galàxies òptiques són molt incomplets en la proximitat del pla galàctic.

## Desenvolupaments moderns

Diagrama de la Via Làctia; el con pàl·lid representa la zona d'elusió

En els anys més recents, molts de projectes han intentat omplir la llacuna del nostre coneixement causat per la zona d'elusió. La pols i el gas de la Via Làctia causen l'extinció en les longituds d'ona visibles, i les estrelles del primer pla es poden confondre amb les galàxies del fons. De tota manera, l'efecte de l'extinció cau a longituds d'ona llargues, com en l'infraroig i la Via Làctia és eficaçment transparent en les longituds d'ona de ràdio. Inspeccions de l'infraroig, com l'IRAS i el 2MASS, ens han donat una imatge completa del cel extragalàctic. Àdhuc dues galàxies grans pròximes, Maffei 1 i Maffei 2, van ser descobertes dins la zona d'elusió per Paolo Maffei per la seva emissió infraroja, l'any 1968. Així i tot, aproximadament un 10% del cel encara és difícil d'observar perquè els objectes extragalàtics poden ser confusos amb estels de la Via Làctia.
Els projectes d'observació de la zona d'elusió en la longitud d'ona de ràdio, particularment usant la línia d'emissió de 21 cm de transició de l'espín de l'hidrogen de paral·lel (F=1) a antiparal·lel (F=0)
(conegut en el llenguatge astronòmic com a HI), han detectat moltes galàxies que no es podrien detectar en l'infraroig. Són exemples de galàxies detectades a partir de la seva a emissió HI la galàxia de Dwingeloo 1 i la Dwingeloo 2.